# Antônio Wilson Vieira Honório
Antônio Wilson Vieira Honório, beter bekend als Coutinho (Piracicaba, 11 juni 1943 - Santos, 11 maart 2019) was een Braziliaans voetballer en trainer.

## Geschiedenis
Coutinho begon zijn profcarrière bij Santos, op reeds 14-jarige leeftijd, waar hij samen met legende Pelé een befaamd aanvallersduo vormde. Ze wonnen vijf landstitels, acht staatstitels, twee keer de Copa Libertadores en twee keer de intercontinentale beker. In de intercontinentale beker van 1962 scoorde hij twee keer tegen het Benfica Lissabon van Eusébio, echter stal Pelé de show door over de twee wedstrijden vijf keer te scoren. Hij wordt na Pelé als de grootste speler ooit gezien in de geschiedenis van Santos FC. Hij speelde na Santos nog voor verscheidene clubs.
Hij speelde ook 15 keer voor het nationale elftal. Hij zou deelnemen aan het WK 1962, maar blesseerde zich kort voor het toernooi. 

## Erelijst
Santos
- Campeonato Paulista: 1960, 1961, 1962, 1964, 1965, 1967
- Campeonato Brasileiro Série A: 1961, 1962, 1963, 1964, 1965
- Copa Libertadores: 1962, 1963
- Intercontinental Cup: 1962, 1963
- Torneio Rio-São Paulo: 1959, 1963, 1964, 1966
- Torneio de Paris: 1960, 1961
- Taça das Américas: 1963
- Torneio Pentagonal do México: 1959
- Taça Tereza Herrera (Spanje): 1959
- Torneio de Valência (Spanje): 1959
- Torneio Dr. Mario Echandi (Costa Rica): 1959
- Torneio Giallorosso (Italië): 1960
- Quadrangular de Lima (Peru): 1960
- Torneio Itália 1961 (Italië): 1961
- Torneio Internacional da Costa Rica (Costa Rica): 1961
- Pentagonal de Guadalajara (Mexico): 1961
- Torneio Internacional da Venezuela (Venezuela): 1965
- Hexagonal do Chile (Chili): 1965
- Torneio de Nova York (Verenigde Staten): 1966

 Brazilië
- Wereldkampioenschap voetbal: 1962
- Copa Roca: 1963
- Taça Bernardo O'Higgins: 1961
- Copa Oswaldo Cruz: 1961, 1962

Individueel
- Topscorer Copa Libertadores: 1962
- Taça Oswaldo Cruz Top Scorer: 1961 (3 doelpunten)
- Torneio Rio-São Paulo Top Scorer: 1961 (9 doelpunten)
- Campeonato Brasileiro Top Scorer: 1962 (7 doelpunten)
- Rio-São Paulo Top Scorer: 1964 (11 doelpunten)

1 Gilmar ·
2 Djalma Santos ·
3 Mauro Ramos  ·
4 Zito ·
5 Zózimo ·
6 Nílton Santos ·
7 Garrincha ·
8 Didi ·
9 Coutinho ·
10 Pelé ·
11 Pepe ·
12 Jair Marinho ·
13 Bellini ·
14 Jurandir ·
15 Altair ·
16 Zequinha ·
17 Mengálvio ·
18 Jair ·
19 Vavá ·
20 Amarildo ·
21 Zagallo ·
22 Castilho ·
Coach: Moreira